# H3 – Halloween Horror Hostel
H3 – Halloween Horror Hostel ist eine deutsche Horrorfilm-Parodie, die in der Reihe ProSieben Funny Movie produziert wurde. Regie führte Michael Karen. Das Drehbuch zu der Horrorkomödie stammt von Stefan Barth.

## Handlung
Während seiner Kochsendung wird Tim Mälzer (Max Giermann) von einer mysteriösen Person angerufen, die immer wieder nach Popcorn fragt und schließlich ihn, die Regie und seinen Kameramann ermordet. 
Etwa zur selben Zeit fahren die vier Freunde Nico, Janine, Acki und Martin durch einen Wald. Es erscheinen immer mehr Omen, die ihnen nichts Gutes verheißen.
Als dann noch im Radio von dem berüchtigten Psychopathen Michael Meier berichtet wird, (Die Reporter heißen Freddy und Jason) bekommt es vor allem Janine mit der Angst zu tun. Die Freunde überfahren plötzlich auf der Straße einen Mann mit einer Eishockey-Maske, Michael Meier. Als sie jedoch nachschauen, ist er verschwunden.
Als ein Baum auf ihr Auto fällt, gehen die vier mit dem Holzfäller Harry in sein Hostel. Immer verfolgt von Michael Meier marschieren sie durch den Wald. Während des Marsches verliert Nico durch einen Ausrutscher Harrys mit seiner Kettensäge einen Arm. Später fällt der Streber Martin zurück und begegnet der Saw-Puppe im Auto, die ihm einen Deal anbietet: Wenn er genau um Mitternacht aus einem Buch der Bibliothek des Hostels liest, wird er Janine an seiner Seite haben und sie wird ihren Macho-Freund Nico verlassen. Natürlich ergreift der Freak die Chance und stimmt zu. Als er im Hostel angekommen ist, macht es sich Acki vor dem Fernseher gemütlich und schaut sich einen Porno an, Nico macht mit zwei strohdummen Millionärstöchtern herum und Janine verschwindet beleidigt in ihrem Zimmer. Martin schleicht sich derweil zu dem Bücherschrank des Hostels, findet dort das „Buch der Toten“ und liest um Mitternacht eine Beschwörungsformel daraus vor, gleichzeitig wird er von Acki ausgelacht. Doch mit der Formel beschwört er einen Dämon, der sich nun genauso wie Michael Meier Richtung Hostel bewegt. Währenddessen kann Michael Meier den Weg zum Hostel nicht finden und erkundigt sich bei einem kiffenden Hasen (Donnie Darko). Später, als Nico mit den zwei Blondinen im Wald verschwindet, begegnet er Michael Meier, der stolpert und Nico versehentlich den zweiten Arm abschlägt. Als Entschuldigung bietet er an, den Arm auf Eis zu legen. Nico gibt ihm den Arm und erfreut sich weiter an seinen zwei Begleiterinnen. Kurze Zeit später, wird er von dem Dämon angegriffen. Er kann jedoch fliehen, während die beiden Millionärstöchter in Zombies verwandelt werden. Als Michael schließlich ankommt und in das Hostel eindringt, entpuppt er sich als Harrys Bruder, der sich an ihm rächen will, weil Harry ihn mit seiner Frau betrogen hat. Bevor die beiden Männer das bei einer Tasse Tee klären können, kommt Nico ohne Arme in das Haus. Er warnt seine Freunde vor der Gefahr, doch dann dringen die Zombies ein und Michael und Harry fallen ihnen zum Opfer. Martin, der ein schlechtes Gewissen hat, weiß, dass er das „Buch des Todes“ zerstören muss. Also lenken sie die Zombies mit Michael-Jackson-Musik (Thriller) ab und er schafft es unter Beschimpfungen der wiederaufgetauchten Saw-Puppe das Buch zu zerstören. Doch das scheint nichts zu bringen. Die Zombies werden auf ihn aufmerksam. Auch er wird verwandelt, während die Saw-Puppe von Janine und Acki ausgeschaltet wird. Auf ihrer weiteren Flucht bekommen sie von Kürbiskopf, Harrys Sohn, Unterstützung und verschanzen sich im Keller. Doch auch dort dringen die Untoten ein. Martin, nun auch ein Zombie, wird von Acki und Janine in eine Tiefkühltruhe gezerrt, während Nico von den Zombies geschnappt wird. Also beschließt Acki sich zu opfern und verursacht, nachdem auch Janine in der Truhe sitzt, mit einem Streichholz und Gas eine riesige Explosion. Das Hostel und die Zombies sind zerstört, und Martin verwandelt sich wieder zurück. Janine und er steigen aus der Truhe und gehen Hand in Hand mit Kürbiskopf, die sich als Mädchen entpuppt, weg, während sie Nico, der die Explosion überlebt hat, doch seine Beine nun auch eingebüßt hat, einfach liegen lassen. Als die beiden weg sind, sieht man die Saw-Puppe im Schutthaufen liegen. Sie hat auch überlebt und bietet Nico einen Deal an. Der Film endet, ohne dass über den Deal etwas verraten wird.

## Kritik
„Gruseliger Versuch einer Parodie auf die einschlägigen Filmhits des Gänsehautgenres […] Eine feine Parodie seziert das Genre mit dem Skalpell. Diese filmische Albernheit aber schlägt mit dem Vorschlaghammer zu. Und das geht auf keine Kuhhaut.“